# Канидии
Канидиите (gens Canidia) са фамилия от Древен Рим.
Известни от фамилията:
- Публий Канидий, баща на консула от 40 пр.н.е.
- Публий Канидий Крас, суфектконсул 40 пр.н.е. и главен военачалник на Марк Антоний.